# Ennio Fantastichini
Ennio Fantastichini (Gallese, 1955. február 20. – Nápoly, 2018. december 1.) olasz színész.

## Fontosabb filmjei
- I cammelli (1988)
- A Panisperna utcai fiúk (I ragazzi di via Panisperna) (1988)
- Nyitott ajtók (Porte aperte) (1990)
- Una vita scellerata (1990)
- Az állomás (La stazione) (1990)
- Les secrets professionnels du Docteur Apfelgluck (1991)
- Egyszerű történet (Una storia semplice) (1991)
- Gangsters (1992)
- A szőke lány (La bionda) (1993)
- A Dozier-eset (Il caso Dozier) (1993, tv-film)
- La vera vita di Antonio H. (1994)
- Ferie d'agosto (1996)
- Arlette szerencséje (Arlette) (1997)
- Consigli per gli acquisti (1997)
- Viol@ (1998, hang)
- Félben maradt életek (Vite in sospeso) (1998)
- Il corpo dell'anima (1999)
- Názáreti József (Gli amici di Gesù - Giuseppe di Nazareth) (2000, tv-film)
- Controvento (2000)
- A Biblia: Szent Pál (San Paolo) (2000, tv-film)
- Maria José, az utolsó királyné (Maria Josè, l'ultima regina) (2002, tv-film)
- Napóleon (Napoléon) (2002, tv-minisorozat)
- Alla fine della notte (2003)
- Menekülő gyermekek (La fuga degli innocenti) (2004, tv-film)
- Karol – Az ember, aki pápa lett (Karol, un uomo diventato Papa) (2005, tv-film)
- A Szaturnusz gyűrűjében (Saturno contro) (2007)
- Éjszakai járat (Notturno bus) (2007)
- Two Fists, One Heart (2008)
- Fortapàsc (2009)
- Le ombre rosse (2009)
- Én, Don Giovanni (Io, Don Giovanni) (2009)
- Szivárványhal (Viola di mare) (2009)
- Il mostro di Firenze (2009, tv-film)
- Szerelem, pasta, tenger (Mine vaganti) (2010)
- Ami örökre megmarad (Le cose che restano) (2010, tv-film)
- Tutti al mare (2011)
- Hab a tortán (La cerise sur le gâteau) (2012)
- Egy ügyvéd és a szerelem (Studio illegale) (2013)
- La mossa del pinguino (2013)
- Ismerjük egymást!? (Ti ricordi di me?) (2014)
- Bocs, hogy élek (Scusate se esisto!) (2014)
- Io e lei (2015)
- A csend zenéje (2017)